# ナミシンドワ県
ナミシンドワ県（ナミシンドワけん、ナミシンドゥワ、英語: Namisindwa District）はウガンダ東部地域の県。県都はブポト。
前身はマナフワ県東部の東ブブロ郡（East Bubulo County）であり、2017年7月1日より単独の県となった。エルゴン山のふもと、ケニアと国境を接する。人口22万人（2017年推計）。

## 隣接する県
- ブドゥダ県
- トロロ県
- マナフワ県
- ブンゴマ (カウンティ)